# 近藤隆之
近藤 隆之（こんどう たかゆき、1926年1月30日 - 2012年12月22日）は自治官僚。消防庁長官、自治事務次官などを務めた。

## 経歴
東京大学法学部政治学科卒業後の1948年に全国選挙管理員会に入る。自治官僚としては行政も税財務もこなすオールラウンドプレイヤーであった。公営企業課長、府県税課長、財政課長、国土庁地方振興局長などを経て、1976年6月11日 自治省官房長、1977年7月26日 行政局長、1978年9月1日 消防庁長官、1981年5月16日 自治事務次官だった森岡敞が5月8日に死去した後を受ける形で自治事務次官に就任。
自治省退官後は自治情報センター理事長や公営企業金融公庫総裁を務めた。2012年12月22日、86歳で死去。